# Cedrela fissilis
El cedro misionero o ygary (cedro rojo o cedro peludo en Honduras) es una especie botánica de árbol de la clase  dicots, familia de las Meliáceas de regiones tropicales  de América.

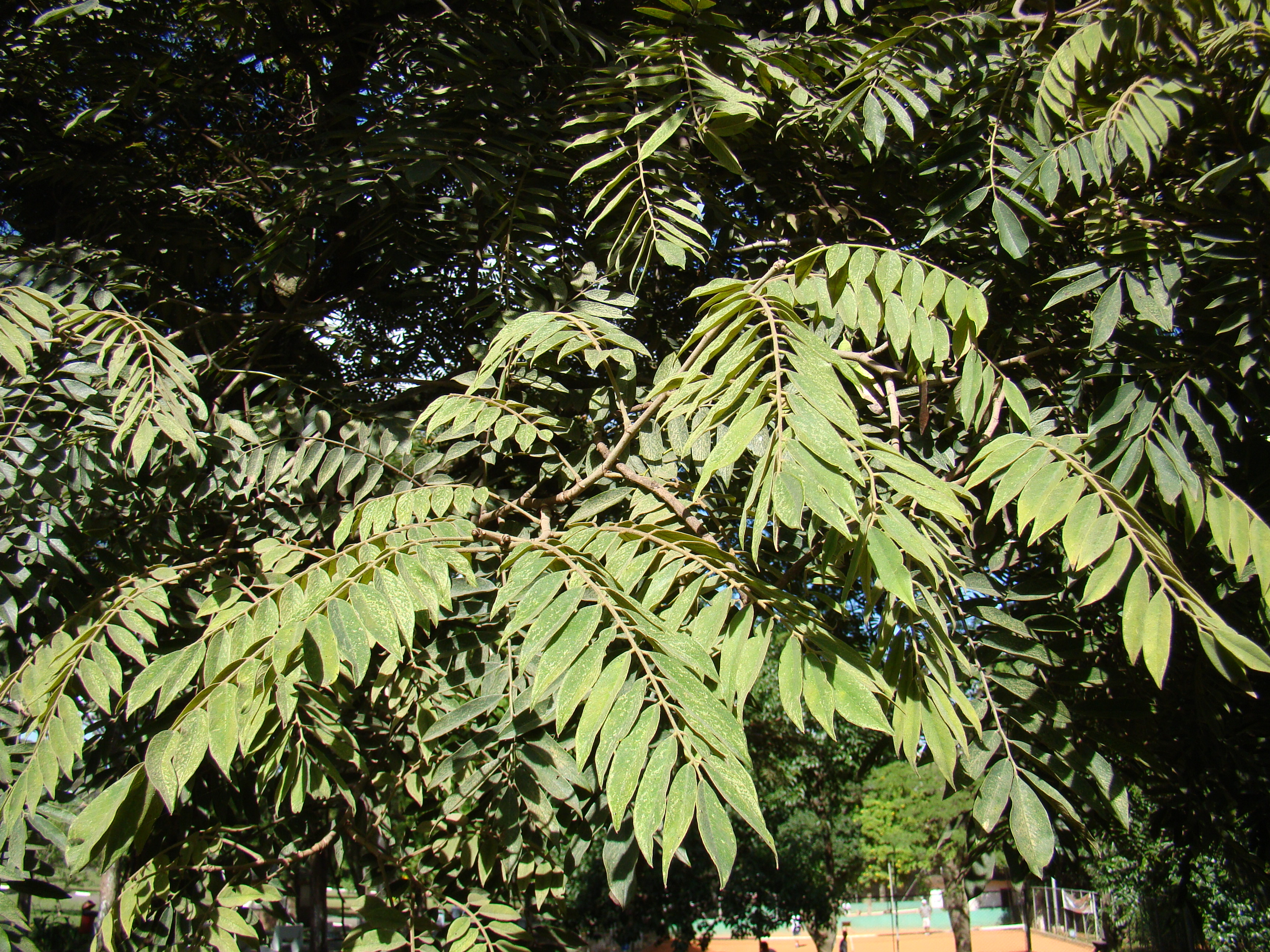
Follaje

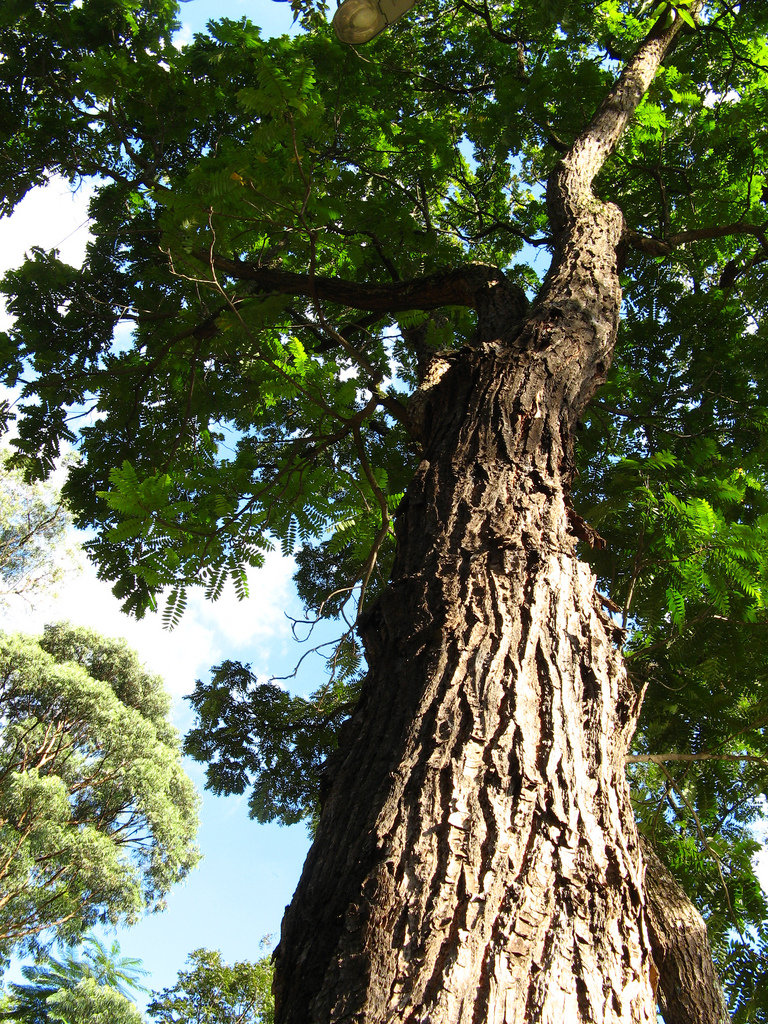
Detalle del tronco

## Origen y dispersión
Originario de América Central y de Sudamérica. Es un árbol de forestas tropicales húmedas y secas. No resiste vientos ni heladas ni sequías.
El Género Cedrela comprende 7 especies repartidas en América tropical, de las cuales cinco son nativas de Argentina.

## Descripción botánica

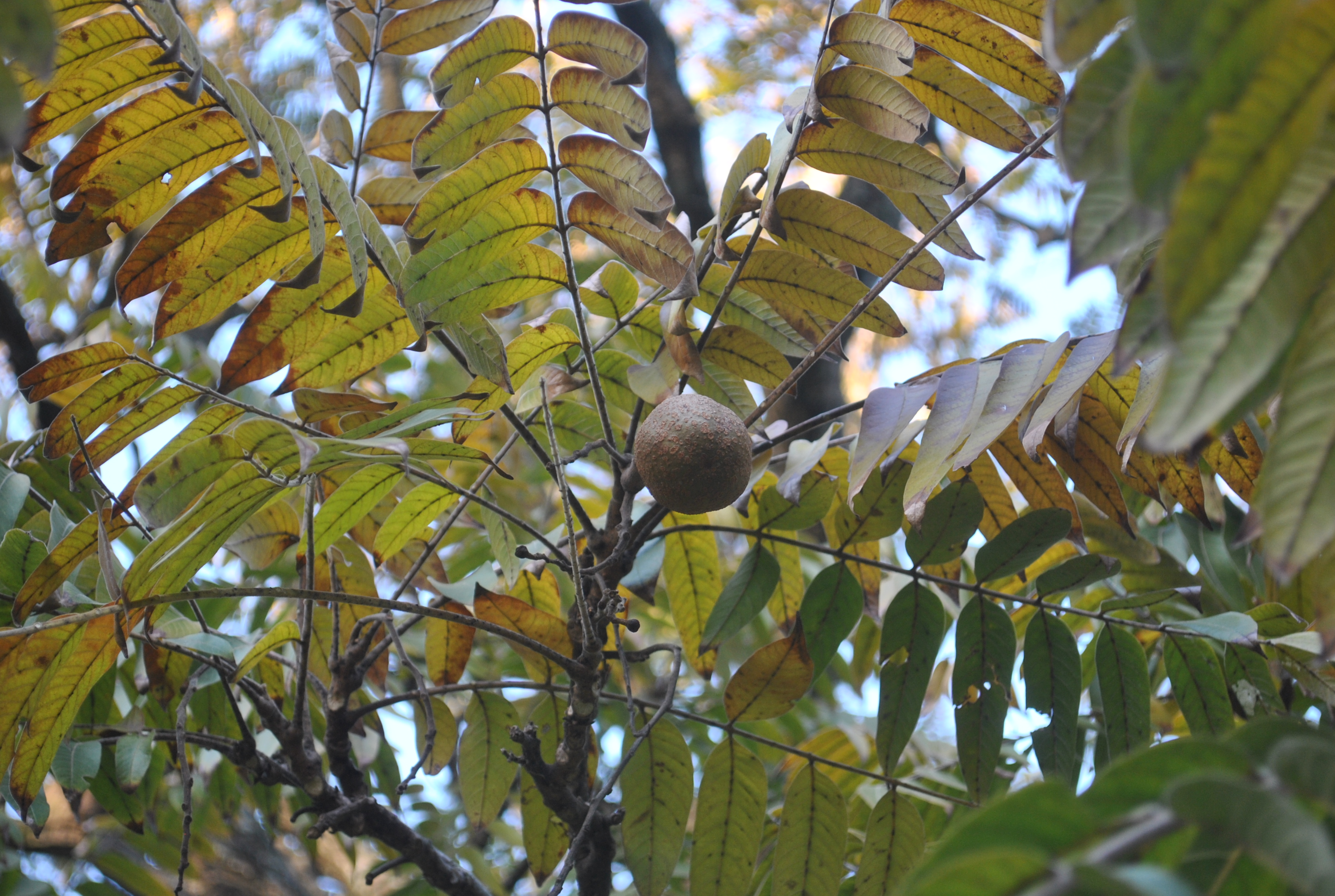
Fruto de Cedrela fissilis

El cedro misionero es un árbol del orden de las Sapindales familia de las Meliáceas de regiones tropicales  de América, tiene un fuste importante que puede alcanzar 30 m de altura. El tronco puede medir 10-15 dm de diámetro, con ritidoma gris.
Si bien la especie se cita como caducifolia en su área de origen, al cultivarse en el NOA mantiene el follaje en el invierno. 
Con hojas paripinadas, de 4-6 dm de largo, 12-15 folíolos; raquis pubescente de 4-6 dm de largo y pecíolo pubescente de 7-9 cm de largo, de color rojizo en las hojas juveniles. Folíolos de 10-15 cm largo x 3,5-4 cm ancho (basales elípticos y apicales oblongos con ápice agudo), coriáceos, haz brillante glabro, con pubescencia inconspicua sobre los nervios medio, secundarios basales y márgenes, envés tomentoso, sésiles a subsésiles, pecíolulos pubescentes de 2 mm largo. Panícula de 27-35 cm largo. Flores de 8-9 mm de largo, pentámeras; cáliz de 2-2,5 mm de largo, pubescente, 5-6-dentado y hendidura longitudinal hasta la base; pétalos de 7-8 mm de largo, pubescentes, oblongos. El androginóforo es columnar, de 3-4 mm de largo x 1-1,2 mm ancho, 5-costado; estambres de 3-3,5 mm de largo, con anteras de 1 mm de largo; ovario de 1,2 mm de largo, pentalobulado; estilo de 1,5-2 mm de largo; estigma capitado, de 1-1,3 mm de ancho. El fruto es una cápsula piriforme, de 5,5-10 cm de largo, valvas de 1,5-1,8 cm de ancho, columna central de 7-9 mm de diám. con ápice agudo o truncado, pericarpo de 5 mm de espesor, epicarpio pardo oscuro con lenticelas ocres prominentes regularmente distribuidas en toda la superficie. Semillas pardas-rojizas de 2,5-2,7 cm de largo, con ala de 1,5-1,8 cm, gruesa, no translúcida.

## Silvicultura
Una especie importante de la selva, se presenta con alta frecuencia y abundancia en toda el área cubierta por bosque alto. Coloniza donde existe suficiente luz para realizar un crecimiento rápido.
- Diámetro (cm/año): 0,69
- Altura (m/año): 0,9
- Volumen (m³/año): 0,04

Se planta cedro a densidades bajas, porque una alta densidad atrae al lepidóptero Hypsipyla grandella o barrenador de la madera, cuyas larvas destruyen el brote apical disminuyendo el vigor del árbol y a su vez su valor comercial ya que el fuste tiende a ramificarse. Aún no se ha encontrado una solución al problema de Hypsipyla grandella.
Se lo planta de tocón bien.

## Fenología
Florece de agosto a octubre; fructifica de noviembre a febrero.

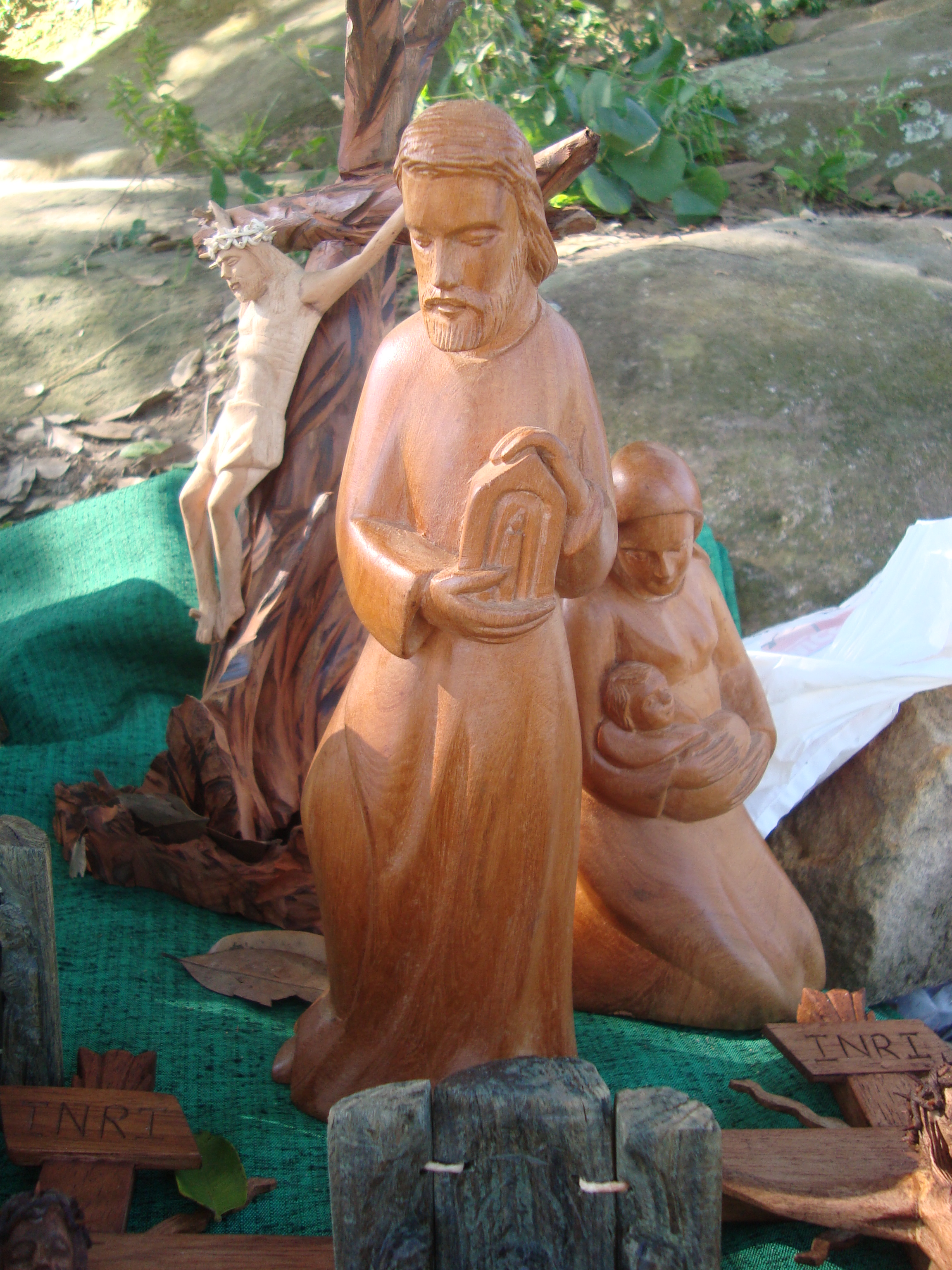
Imagen tallada en madera de cedro (Cedrela fissilis) por un artesano de Tobatí (Paraguay).

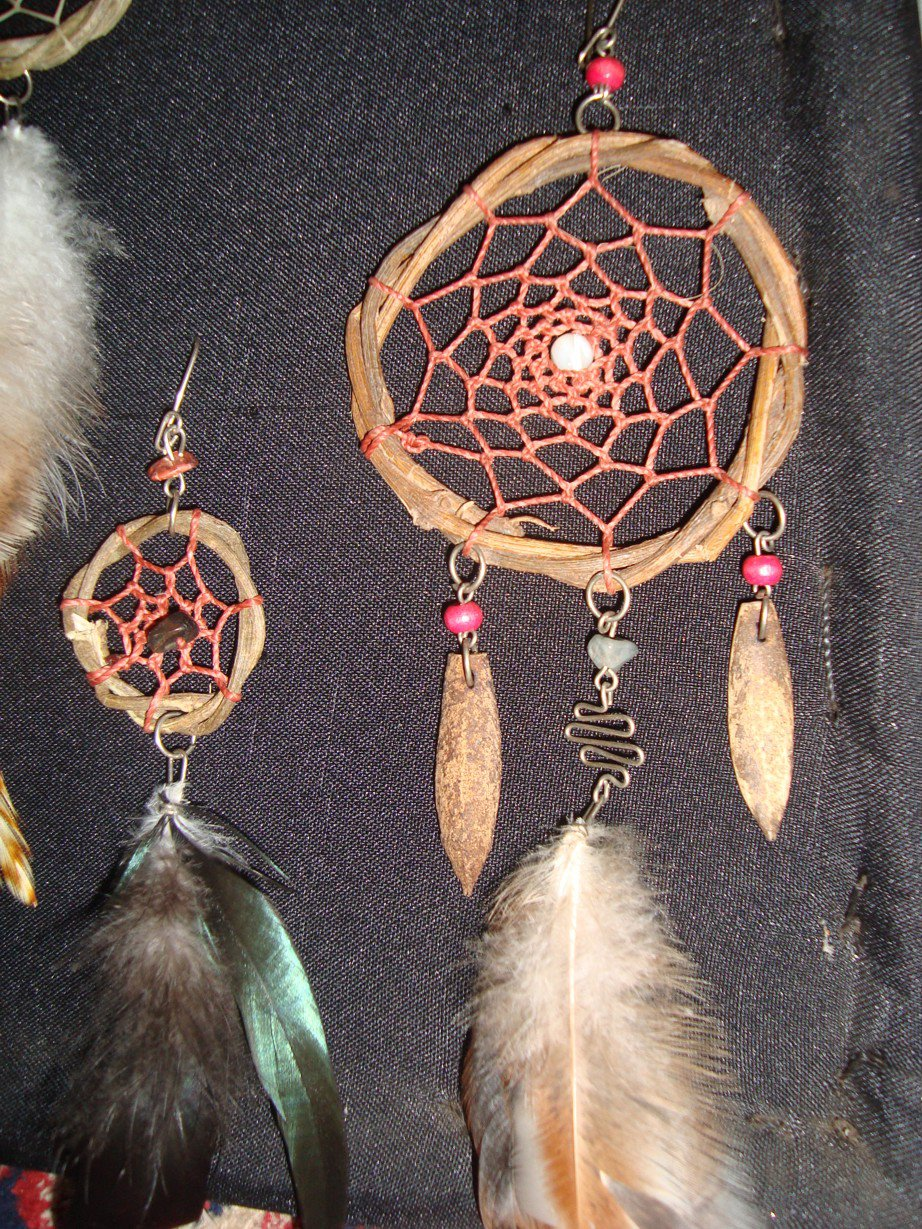
Aro solitario de oreja en forma de atrapasueños, hecho con liana, vainas de cedro, plumas y piedras por un artesano de Tobatí (Paraguay).

## Usos
La corteza es febrífuga. Es un árbol melífero.
Su madera de color castaño rojizo, es muy apreciada por su calidad, se usa en toda clase de trabajos de carpintería, mueblería, revestimientos y construcciones navales. Es una madera liviana a semipesada con características físico-mecánicas muy buenas, y excelente estabilidad dimensional.
Es muy utilizada por los artesanos de Tobatí, en Paraguay, desde la época franciscana. La vaina de su semilla también se usa en varios países para la elaboración de joyas de fantasía.

### Rollizo
- Longitud útil: 9 a 11 m
- Diámetro promedio: 6 dm

### Características técnicas
- moderadamente dura
- semipesada
- contracciones moderadas
- poco penetrable[3]

## Taxonomía
Cedrela fissilis fue descrita por José Mariano da Conceição Vellozo y publicado en Florae Fluminensis, seu, Descriptionum plantarum parectura Fluminensi sponte mascentium liber primus ad systema sexuale concinnatus 75. 1825[1829].
Etimología
Cedrela: nombre genérico que es un diminutivo de Cedrus.
fissilis: epíteto
Sinonimia
- Cedrela barbata C.DC.
- Cedrela brasiliensis A.Juss.
- Cedrela brasiliensis var. australis A.Juss.
- Cedrela brunellioides Rusby
- Cedrela elliptica Rizzini & Heringer
- Cedrela hirsuta C.DC.
- Cedrela longiflora C.DC.
- Cedrela macrocarpa Ducke
- Cedrela pachyrhachis C.DC.
- Cedrela pilgeri C.DC.
- Cedrela regnellii C.DC.
- Cedrela tubiflora Bertoni
- Surenus fissilis (Vell.) Kuntze[5]

## Nombre común
- Cedro misionero, ygary, ygaí, cedro colorado, cedro paraguayo,  cedro real (en Costa Rica).